# Alfonso Ferrero la Marmora
Alfonso Ferrero La Marmora (Turim, 18 de Novembro de 1804 — Florença, 5 de Janeiro de 1878) foi um general e estadista italiano. Seus irmãos mais velhos incluem o soldado e naturalista Alberto della Marmora e Alessandro Ferrero La Marmora, fundador do ramo do exército italiano agora chamado de Bersaglieri. Ocupou o cargo de primeiro-ministro da Itália entre 28 de Setembro de 1864 até 20 de Junho de 1866.

## Vida
Nascido em Turim, ele entrou para o exército da Sardenha em 1823 e foi capitão em março de 1848, quando ganhou distinção e o posto de major no cerco de Peschiera. Em 5 de agosto de 1848, ele libertou Carlos Alberto da Sardenha de uma turba revolucionária em Milão e, em outubro, foi promovido a general e nomeado Ministro da Guerra. Depois de suprimir a revolta de Gênova em 1849, ele assumiu novamente em novembro de 1849 a pasta da guerra, que, exceto durante o período de seu comando da expedição da Crimeia, ele manteve até 1859.

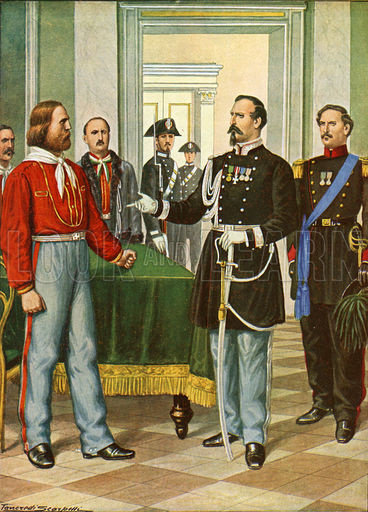
Garibaldi e General La Marmora

Ele participou da guerra de 1859 contra a Áustria; e em julho daquele ano sucedeu Cavour no cargo de premier. Em 1860 foi enviado a Berlim e São Petersburgo para providenciar o reconhecimento do reino da Itália e posteriormente ocupou os cargos de governador de Milão e tenente real em Nápoles, até que, em setembro de 1864, sucedeu Marco Minghetti como primeiro-ministro. Nessa condição, ele modificou o âmbito da Convenção de setembro por uma nota na qual reivindicava para a Itália plena liberdade de ação em relação às aspirações nacionais à posse de Roma, documento do qual Visconti-Venosta posteriormente aproveitou para justificar a ocupação italiana de Roma em 1870.
Em abril de 1866, La Marmora concluiu uma aliança com a Prússia contra a Áustria-Hungria e, com a eclosão da Terceira Guerra da Independência italiana em junho, assumiu o comando de um corpo de exército. Ele é amplamente acusado pela conduta hesitante das primeiras fases da invasão italiana, que, apesar da grande superioridade italiana, levou à derrota na batalha de Custoza em 23 de junho. Acusado de traição por seus conterrâneos, em particular por outros generais de alto escalão, e de jogo duplo pelos prussianos, ele acabou publicando em defesa de sua tática (1873) uma série de documentos intitulados Un po 'più di luce sugli eventi dell'anno 1866 ("Mais luz sobre os acontecimentos de 1866") um passo que causou irritação na Alemanha e o expôs à acusação de ter violado segredos de Estado.
Enquanto isso, ele havia sido enviado a Paris em 1867 para se opor à expedição francesa a Roma, e em 1870, após a ocupação de Roma pelos italianos, foi nomeado tenente-real da nova capital. Ele morreu em Florença em 5 de janeiro de 1878. Os escritos de La Marmora incluem Un episodio di risorgimento italiano (1875) e Il segreto di stato nel governo costituzionale (1877).

## Publicações
- Schiarimenti e rettifiche (Firenze, 1868).
- Un po' più di luce sugli eventi politici e militari del 1866 (Firenze, 1873).
- Un episodio del Risorgimento italiano (Firenze, 1877).
- Segreti di Stato nel governo costituzionale (Firenze, 1877).
- A. Colombo, A. Corbelli, E. Passamonti (ed.), Carteggi di Alfonso La Marmora, Turim, 1928.